# NGC 2812
NGC 2812 (również PGC 26242) – galaktyka soczewkowata (S0), znajdująca się w gwiazdozbiorze Raka. Odkrył ją Albert Marth 17 lutego 1865 roku.